# وستبوری، ویلتشر
latitudeوستبوری، ویلتشرlongitudeوستبوری، ویلتشر
وستبوری، ویلتشر (به انگلیسی: Westbury, Wiltshire) یک منطقهٔ مسکونی در انگلستان است که در جنوب غربی انگلستان واقع شده‌است.

## خصوصیات
وستبوری ۱۶٬۹۸۹ نفر جمعیت دارد.